# لورا تريفليان
لورا تريفليان (بالإنجليزية: Laura Trevelyan)‏؛ (21 أغسطس 1968 -) هي صحفية بريطانية في بي بي سي انطلاقا من نيويورك.

## روابط خارجية
- لورا تريفليان على موقع IMDb (الإنجليزية)
- لورا تريفليان على موقع قاعدة بيانات الفيلم (الإنجليزية)